# Frances Hodgson Burnett
Frances Hodgson Burnett (Manchester, Anglaterra, 24 de novembre de 1849 – Nova York, EUA, 29 d'octubre de 1924) fou una escriptora estatunidenca d'origen britànic. És l'autora de The Secret Garden i altres clàssics infantils.

## Biografia
Va quedar òrfena de pare quan tenia tot just cinc anys i, amb la mare i quatre germans, va viure en la pobresa dels suburbis de Manchester durant tota la infantesa.
Quan tenia setze anys, la família va emigrar a Knoxville, als Estats Units, on la seva situació econòmica no va millorar gaire. En morir també la seva mare, Frances, amb només divuit anys, es va convertir en la cap de família i va començar a escriure per guanyar-se un sou. L'any 1886 va publicar Little Lord Fauntleroy, que va vendre més de mig milió d'exemplars. Va tornar a Anglaterra i es va establir a Great Maytham Hall, on va descobrir un jardí secret de debò, que havia estat tancat durant anys i que posteriorment es convertí en la seva font d'inspiració. El 1910 va publicar El jardí secret, la novel·la per la qual és més coneguda.

## Traduccions al català
- El jardí secret. Traducció Maria Rosich. Viena Edicions.
- La formació d'una marquesa. Traducció Marta Pera. Viena Edicions.